# 北大阪ネオポリス
北大阪ネオポリス（希望ヶ丘）は、大阪府豊能町に位置する郊外型ニュータウンである。

## 地域概要
大阪府北西部の豊能町にあり、国道423号線が至近を通っている。
彩都西駅まで阪急バスで30分。北大阪急行電鉄箕面萱野駅、阪急電鉄宝塚本線池田駅からの直通便、西日本旅客鉄道東海道本線（JR京都線）茨木駅から阪急バスまたは乗り換えて約1時間（約20km）。
大阪北摂地域には、ほかにも茨木サニータウンや彩都・箕面森町などの郊外ニュータウンがあるが、北大阪ネオポリスはこれらに比べて鉄道の最寄駅から遠い。

## 昭和末期のネオポリス
昭和末期～平成初期のバブル期に、大和団地（現・大和ハウス工業）が「北大阪ネオポリス」こと希望ヶ丘を造成（これが造成される少し前の1980年頃に別会社が亀岡市東別院町内に鎌倉台、茨木台などの郊外住宅地を造成した）。
「近い将来、箕面有料道路や第二名神高速道路（現・新名神高速道路）の開通、仮称・国文都市モノレール（現・大阪モノレール彩都線）の開業、大阪市営地下鉄（現・大阪市高速電気軌道）御堂筋線へ直通する北大阪急行電鉄南北線の箕面市東部への延伸開業が完成するので利便性は良くなる」「彩都や水と緑の健康都市（箕面森町）ができれば、家を売って引越しが出来る」などという触れ込みで販売されていた。

## ネオポリスの抱える問題

### 現状
- 街区内に医療機関が無い。販売当初は中心部に医療施設の建設が予定されていた。現在でも予定地域は更地のままである。なお、1.2km先に豊能町国保診療所が、近隣には箕面市中止々呂美付近に北大阪医療生活協同組合照葉の里箕面病院、光風台5丁目に北大阪医療生活協同組合光風台診療所や付近に多数の開業医、20km〜25km圏内には市立池田病院、医療法人晋真会ベリタス病院等がある。
- 買い物については、街区内に生活クラブ生協大阪希望ヶ丘店がある。なお、1.2km先の豊能町役場付近には地場スーパーのスーパーだいやすやファミリーマート豊能町余野店、ローソン豊能町余野店もある。
- 周辺には資材置場や産廃物処理場・焼却場が点在、大阪府道110号は俗に言うダンプ街道となっている。
- 周辺にはタクシー会社が無く、最も近い営業拠点（京都タクシーときわ台営業所）でも10km以上の距離があるため、呼び出してから30分近く待たなければいけない。またその分、迎車料金だけでも3000～4000円近く掛かり、豊能町域が営業区域でない[1]為に迎車自体を断る会社がほとんどである。彩都西駅及び箕面萱野駅が未開業の時代は、最寄り駅（池田、千里中央、茨木）からタクシーを利用した場合では、おおよそ5,000〜8,000円ほどかかっていた。
- 希望ヶ丘のある豊能町[2]では、旧村役場と希望ヶ丘を有する「東地区」（国道423号[3]沿線）と鉄道線と新興住宅地を有する「西地区」（国道477号[4]沿線）との間で、『東西問題』と呼ばれる、住民間での対立が続いている。有権者の過半数以上が西地区に住んでいるため、町政においても西地区が優先される施策が行われていることや、1990年代中頃から続くダイオキシン処理問題によって、東西の住民間の対立はより顕著になった。この『東西問題』と呼ばれる地域間の対立や行政の動きからも、住宅地としての将来性の無さが顕在化すると、この時期に幼少期を過ごしてきた世代は「絶望ヶ丘」と揶揄するようになり[5]、20代以降になって、その多くの者が転出するようになった。2010年代中頃からは、1970年代以降に開発された近傍のへき地住宅地（茨木台など）が、YouTubeやニュース記事[5]などでも多く取り上げられるようになり、かえってへき地住宅地を別荘として購入するなど新たな一面も出てきた。

### 路線バス

#### 路線
- もともと大和団地が貸切輸送していたものが1989年に阪急バスによる一般路線バスとしての運行に変わった。なお、路線運行による赤字部分は大和団地が補填していた。
- 20km圏内の最寄り駅である箕面萱野駅・池田駅・茨木駅にバスが延びており、うち池田駅の一部・茨木駅へは途中での乗り換えが必要。そのため大抵の場合は直通便の多い箕面萱野駅へのバスを利用することになる。冬期には積雪などにより遅延する場合もあるが、凍結・積雪に弱い市街地路線に比べて運休は少なく、凍結防止剤散布やチェーン装着走行によって運休を免れている。
- 1989年の運行開始から1990年、1992年、1994年にそれぞれ運行本数増の改正がされてきたが1997年を最後に本数増減に関する改正は行われていない。2003年頃に入居者増に対する増便も検討されたが実現には至らなかった。また、2007年に箕面有料道路が開通したが、2016年になってようやく通勤時間帯の一部の便が箕面有料道路を経由するようになった。残りのほとんどの便は大阪モノレールの彩都西駅を経由するようになり、高槻市、京都方面への乗り換えが少し便利になった。
- 各駅への片道運賃は、箕面萱野駅まで720円、彩都西駅まで570円と高い[6]。学生向けには阪急バスが2003年に売り出した「阪急スクールパスフリー」によって通学費用が従前に比べて安くなった（年間で約23.5万円→15万円）。

#### 車両
- 1989年の運行開始とともに数台の車両が導入された（2003年頃まで使用）。また、1997年には北大阪ネオポリス住民が阪急バスに新鋭車両導入を要望し9年間だけ運行するという契約のもと実現したが、契約が切れた2006年早々に同車両は他所の車庫に移った。
- ラッシュ時（現地の始発〜7時台発）には満員になることも多々あり、町内の他路線よりも乗客定員数の多いバス車両で運行している。そのため乗客の少ない東能勢線（池田方面）や忍頂寺車作線（茨木方面）に比較的高年式の車両を導入するようになっている。
- 2006年には北大阪ネオポリス線の車両が他営業所から転属してきた車両（93〜94年製）に置き換えられたが、その車両も現在では新しいものへと置き換えられている。

### 箕面有料道路
- 2007年（平成19年）春に、予定より大幅に遅れて箕面トンネル（箕面有料道路）や大阪モノレール彩都線が一部完成し、交通の便が向上。交通費の高さには変わりないが、「多少交通費が高くても利用する」とする住民も多い。
- 箕面有料道路の開通によって、自動車での都心部への移動が30分以上短縮した。現在この道路は社会実験期間中であり、利用料金が通常普通車630円のところが420円となっている。
- 2024年（令和6年）3月に長年の悲願だった北大阪急行電鉄南北線（大阪市高速電気軌道御堂筋線直通）の箕面萱野駅までの延長が実現する。箕面有料道路の起点は箕面萱野駅の駅前。

### その他
- 箕面道路や彩都開発により、商業圏（新聞チラシなど）は西は猪名川町・川西市から、北は亀岡、南は茨木・箕面と大幅に拡大した。いずれも車で1時間圏内で行ける距離であるため、行動範囲の拡張がうかがえる。なお車で90分ほどで京都市内や丹波篠山へ出ることが出来る。

## 近隣の郊外住宅地
北大阪ネオポリス近隣の小規模住宅地の一部を紹介する。
- 能勢ネオポリス、能勢ニュータウン（ともに能勢町宿野）

能勢電鉄山下駅から阪急バス「上宿野」「石船」「川床」「平石」下車すぐ。亀岡市畑野町の畑野ニュータウンにもほど近い。
- 茨木台ニュータウン、鎌倉台ニュータウン（亀岡市東別院町鎌倉見立、亀岡市東別院町鎌倉雁松）

JR茨木駅から阪急バス忍頂寺乗り換え「銭原」下車後、徒歩30分。茨木台の項目も参照されたい。
- 北摂ローズタウン（亀岡市西別院町湯谷）

JR茨木駅から阪急バス忍頂寺乗り換え「大円」またはJR亀岡駅から京阪京都交通・京都先端科学大学線「京都先端科学大学 京都亀岡キャンパス」乗り換え、亀岡市ふるさとバス・別院循環または東別院線「倉谷口」下車後、徒歩30分。
- 北摂バードタウン、松風台（亀岡市西別院町寺田、西別院町万願寺）

JR亀岡駅から京阪京都交通・京都先端科学大学線「京都先端科学大学 京都亀岡キャンパス」乗り換え、亀岡市ふるさとバス・別院循環または東別院線「万願寺」下車後、徒歩30分。
- 北摂津サンタウン（亀岡市西別院町犬甘野寺ヶ谷）、南陽台（西別院町犬甘野奥寺ヶ谷） JR亀岡駅から京阪京都交通・京都先端科学大学線「京都先端科学大学 京都亀岡キャンパス」乗り換え、亀岡市ふるさとバス・別院循環または東別院線「中ノ谷」下車後、徒歩17分。
- 城山台（亀岡市東別院町小泉小曽）

JR亀岡駅から京阪京都交通。京都先端科学大学線「京都先端科学大学 京都亀岡キャンパス」乗り換え、亀岡市ふるさとバス・別院循環または東別院線「東掛」下車後、徒歩1時間。
- 松風台（能勢町平通）

能勢電鉄山下駅から阪急バス・西能勢線73〜77系統「上杉口」下車徒歩5分

## 他のネオポリス
- 阪急北ネオポリス
- 西桑名ネオポリス
- 岡山ネオポリス
- 阪南ネオポリス
- 南大阪ネオポリス
- 羽曳野ネオポリス

## その他
希望ヶ丘（北大阪ネオポリス）を学区とする豊能町立東能勢小学校は、かつてクラスでブタを飼育する教育実践を行ったことで知られる。この教育実践が行われたのは1990〜1992年頃のことで、ちょうど同小学校は北大阪ネオポリス入居者増による生徒数増加が見られていた時期である。
この教育実践のエピソードは2008年11月公開の映画「ブタがいた教室」の原作となった。ただし映画のロケは東京都北区などで行われており、映画本編は東能勢小学校とは直接関係していない。